# جورج داگلاس، ارل دامبارتون
جورج داگلاس، ارل دامبارتون (انگلیسی: George Douglas, 1st Earl of Dumbarton؛ ۱۶۳۵ – ۲۰ مارس ۱۶۹۲) فرد نظامی اهل اسکاتلند بود. وی همچنین برندهٔ جوایزی همچون نشان گل خار شده‌است.